# 9,12-Oktadekadienoat 8-hidroperoksidna 8R-izomeraza
9,12-Oktadekadienoat 8-hidroperoksidna 8-izomeraza (EC 5.4.4.5, 5,8-LDS (bifunkcionalan enzim), 5,8-linoleat diolna sintaza (bifunkcionalani enzim), 8-hidroperoksidna izomeraza, (8R,9Z,12Z)-8-hidroperoksi-9,12-octadekadienoatna mutaza (formira-5,8-dihidroksi-9,12-oktadekadienoat), PpoA) je enzim sa sistematskim imenom (8R,9Z,12Z)-8-hidroperoksioktadeka-9,12-dienoat hidroksimutaza (formira-5,8-dihidroksioktadeka-9,12-dienoat). Ovaj enzim katalizuje sledeću hemijsku reakciju
()-8-hidroperoksioktadeka-9,12-dienoat {\displaystyle \rightleftharpoons } ()-5,8-dihidroksioktadeka-9,12-dienoat
Ovaj enzim sadrži hem.

## Literatura
- Nicholas C. Price; Lewis Stevens (1999). Fundamentals of Enzymology: The Cell and Molecular Biology of Catalytic Proteins (Third изд.). USA: Oxford University Press. ISBN 019850229X.
- Eric J. Toone (2006). Advances in Enzymology and Related Areas of Molecular Biology, Protein Evolution (Volume 75 изд.). Wiley-Interscience. ISBN 0471205036.
- Branden C; Tooze J. Introduction to Protein Structure. New York, NY: Garland Publishing. ISBN 0-8153-2305-0.
- Irwin H. Segel. Enzyme Kinetics: Behavior and Analysis of Rapid Equilibrium and Steady-State Enzyme Systems (Book 44 изд.). Wiley Classics Library. ISBN 0471303097.

## Spoljašnje veze
- 9,12-octadecadienoate+8-hydroperoxide+8R-isomerase на 